# Драфт НБА 1994
Драфт НБА 1995 року відбувся 29 червня в Індіанаполісі. Двоє вибраних в першому раунді гравців Джейсон Кідд і Грант Гілл стали співпереможцями в номінації новачок року в сезоні 1994-1995. Згодом їх постійно вибирали на Матч всіх зірок, 10 і 7 разів відповідно, хоча кар'єра Гілла була затьмарена серйозними травмами.
Перший номер драфту Гленн Робінсон був учасником затримки контракту, оскільки вимагав $100 мільйонів на 13 років. Робінсон і Мілвокі Бакс зрештою погодилися на 10-річний контракт на суму $68 мільйонів, який залишається найбільшим контрактом підписаним новачком. Наступного сезону введено фіксовану стелю зарплатні для новачків. Робінсон мав непогану кар'єру в НБА, двічі взявши участь у Грі всіх зірок і вигравши звання чемпіона НБА 2005 року, у свій останній рік у складі Сан-Антоніо Сперс.

## Драфт

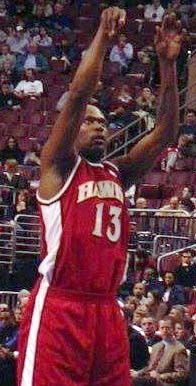
Гленн Робінсон, 1-й пік Мілвокі Бакс

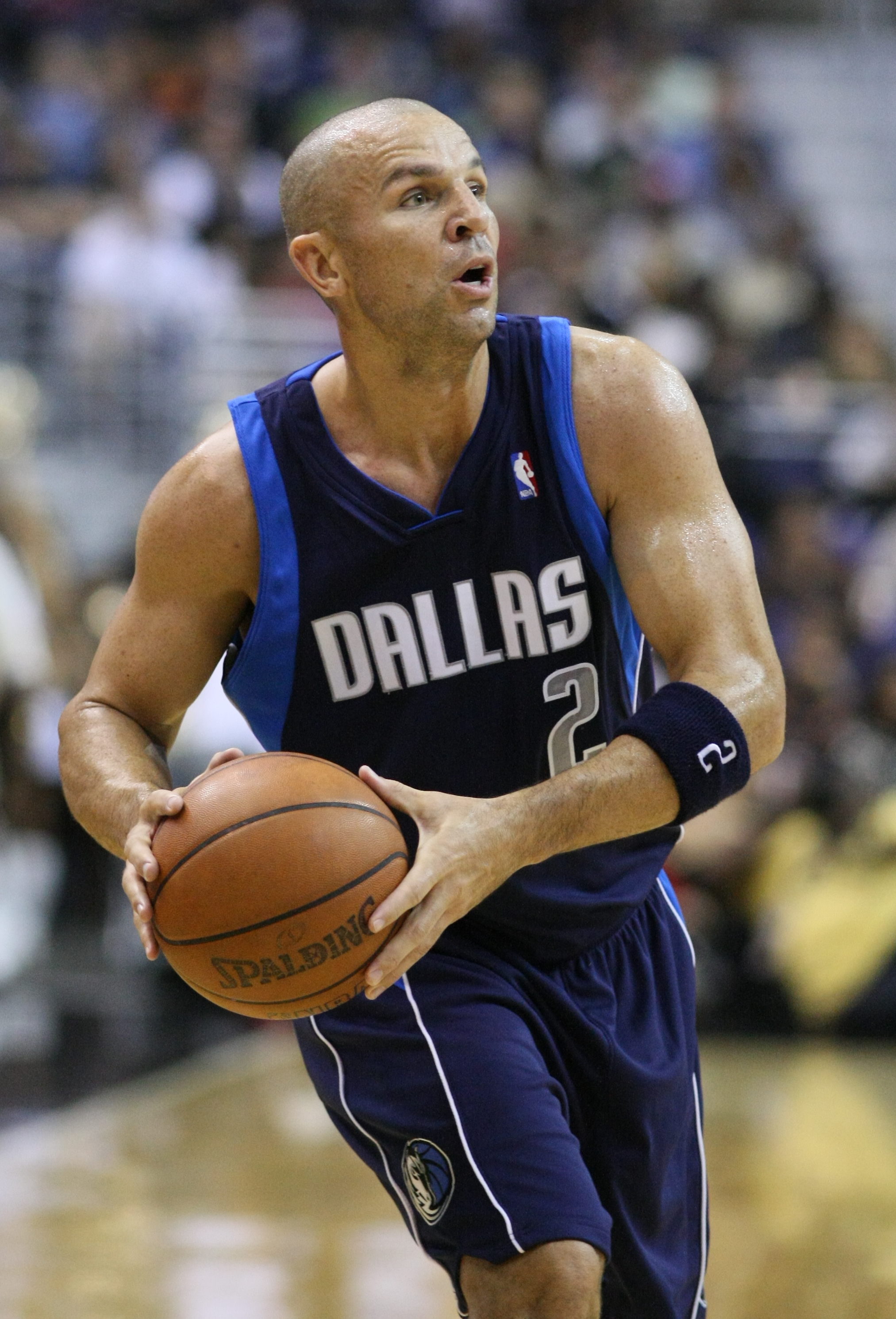
Джейсон Кідд, 2-й пік Даллас Маверікс

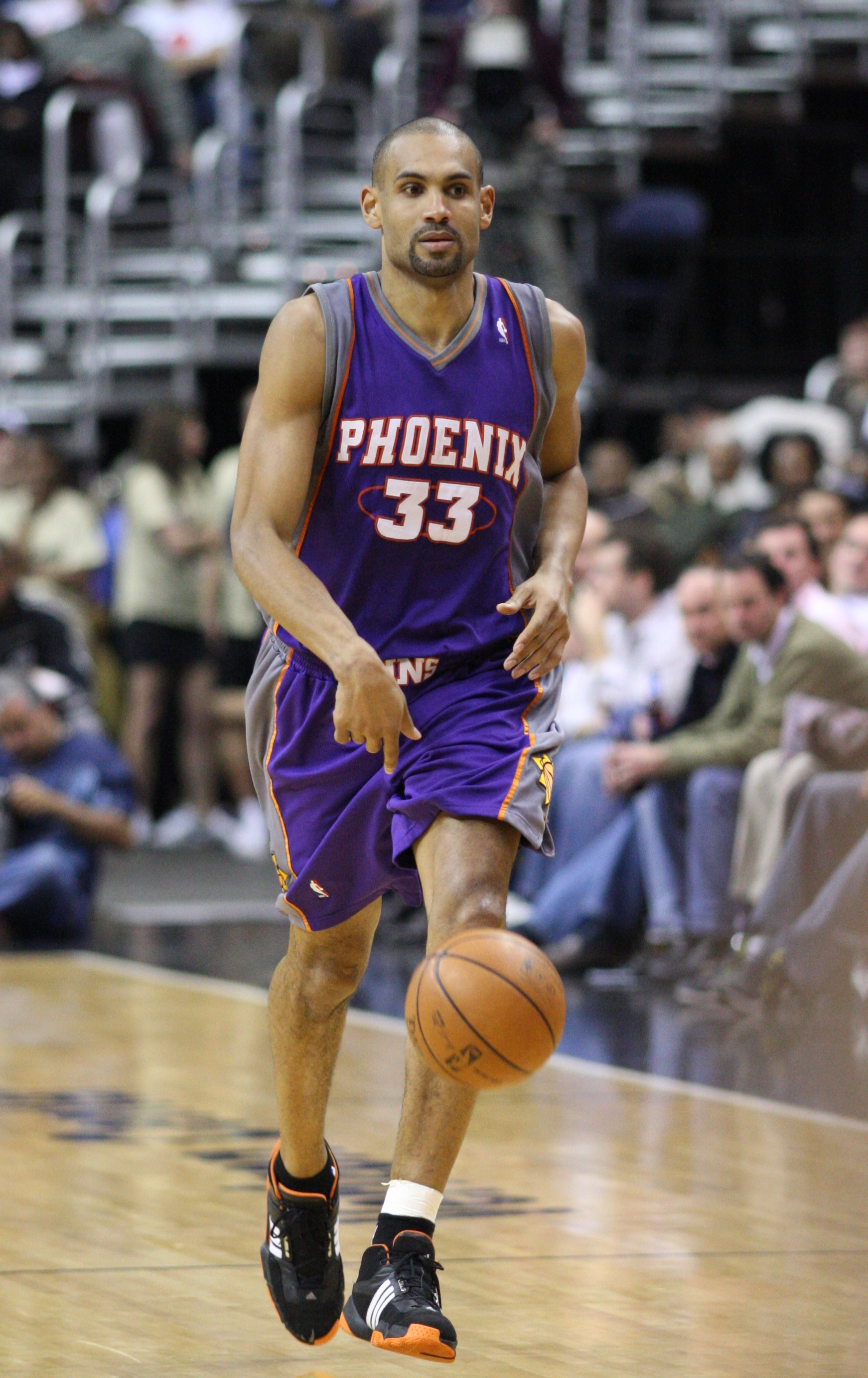
Грант Гілл, 3-й пік Детройт Пістонс

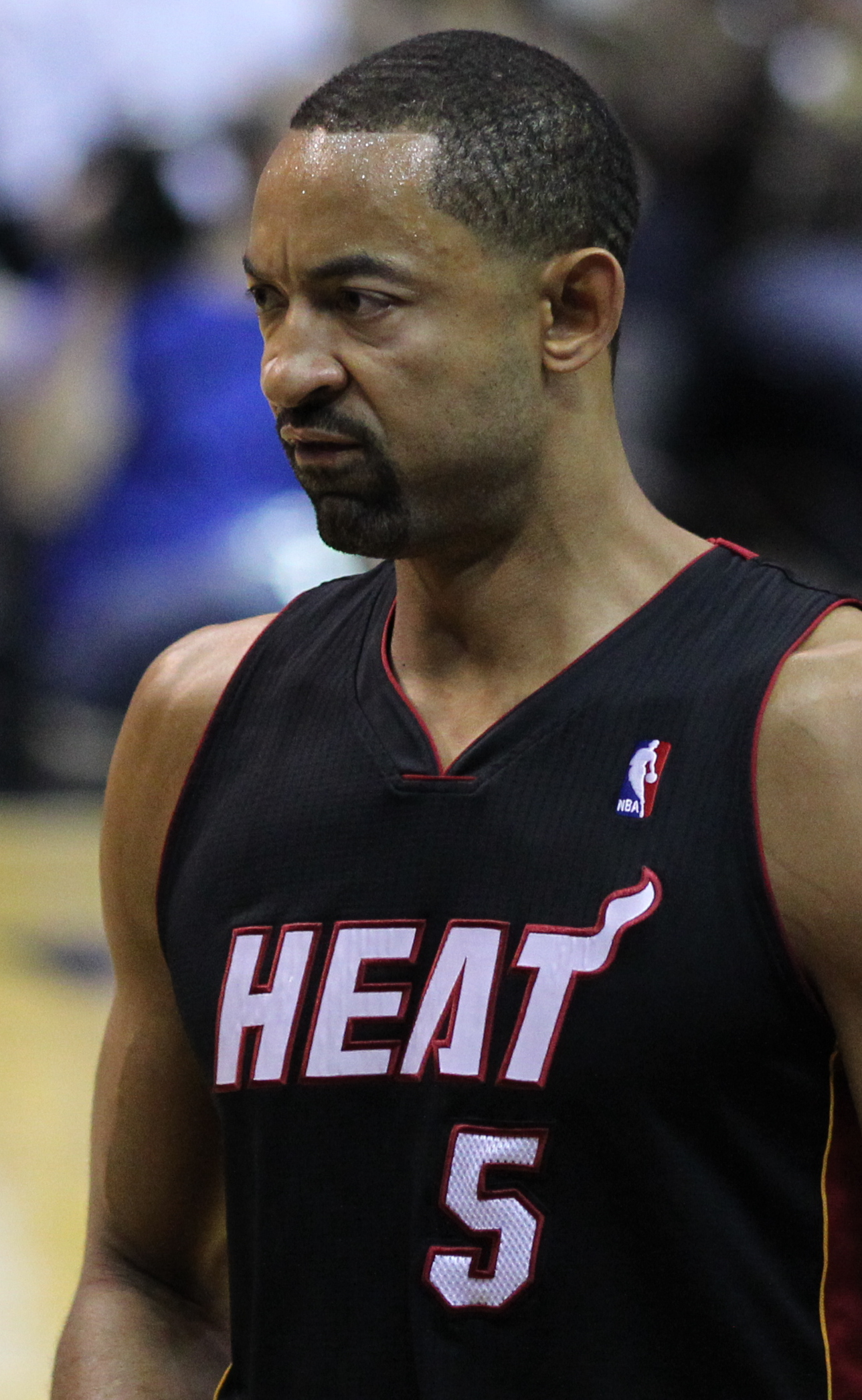
Джуван Говард, 5-й пік Вашингтон Буллетс

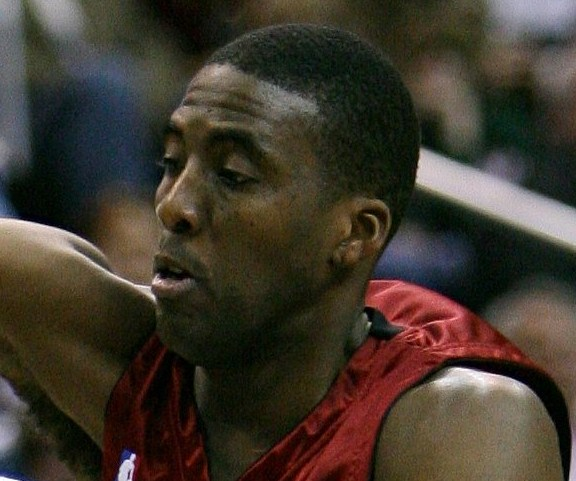
Едді Джонс, 10-й пік Лос-Анджелес Лейкерс

| G | Захисник | РЗ | Розігруючий захисник | АЗ | Атакувальний захисник | F | Нападник | ЛФ | Легкий форвард | ВФ | Важкий форвард | C | Центровий |

| * | Позначає гравців, які взяли участь принаймні в одній грі матчу всіх зірок НБА і потрапили до Збірної всіх зірок НБА |
| + | Позначає гравців, які взяли участь принаймні в одній грі матчу всіх зірок НБА                                       |
| x | Позначає гравців, які принаймні один раз потрапили до Збірної всіх зірок НБА                                        |
| # | Позначає гравців, які жодного разу не грали в регулярному сезоні НБА або плей-оф                                    |

| Раунд | Вибір | Гравець           | Поз. | Громадянство                    | Команда НБА                                  | Коледж/клуб                               |
| ----- | ----- | ----------------- | ---- | ------------------------------- | -------------------------------------------- | ----------------------------------------- |
| 1     | 1     | Гленн Робінсон+   | ЛФ   | США                             | Мілвокі Бакс                                 | Пердью (Дж.)                              |
| 1     | 2     | Джейсон Кідд*     | РЗ   | США                             | Даллас Маверікс                              | Каліфорнія (Соф.)                         |
| 1     | 3     | Грант Гілл*       | ЛФ   | США                             | Детройт Пістонс                              | Дьюк (Ср.)                                |
| 1     | 4     | Дон'єлл Маршалл   | ЛФ   | США                             | Міннесота Тімбервулвз                        | Коннектикут (Дж.)                         |
| 1     | 5     | Джуван Говард*    | ВФ   | США                             | Вашингтон Буллетс                            | Мічиган (Дж.)                             |
| 1     | 6     | Шерон Райт        | ВФ/C | США                             | Філадельфія Севенті-Сіксерс                  | Клемсон (Дж.)                             |
| 1     | 7     | Ламонд Маррей     | ЛФ   | США                             | Лос-Анджелес Кліпперс                        | Каліфорнія (Дж.)                          |
| 1     | 8     | Браян Грант       | ВФ   | США                             | Сакраменто Кінґс                             | Зав'єр (Ср.)                              |
| 1     | 9     | Ерік Монтросс     | C    | США                             | Бостон Селтікс                               | Північна Кароліна (Ср.)                   |
| 1     | 10    | Едді Джонс*       | АЗ   | США                             | Лос-Анджелес Лейкерс                         | Темпл (Ср.)                               |
| 1     | 11    | Карлос Роджерс    | ЛФ   | США                             | Сіетл Суперсонікс (від Шарлотт)              | Теннессі Стейт (Ср.)                      |
| 1     | 12    | Халід Рівз        | РЗ   | США                             | Маямі Гіт                                    | Аризона (Ср.)                             |
| 1     | 13    | Джейлен Роуз      | G/F  | США                             | Денвер Наггетс                               | Мічиган (Дж.)                             |
| 1     | 14    | Їнка Дейр         | C    | Нігерія                         | Нью-Дже́рсі Нетс                              | Джордж Вашингтон (Соф.)                   |
| 1     | 15    | Ерік П'ятковскі   | АЗ   | США                             | Індіана Пейсерз                              | Небраска (Ср.)                            |
| 1     | 16    | Кліффорд Розьє    | ВФ   | США                             | Голден-Стейт Ворріорс (від Клівленд)         | Луїсвілл (Дж.)                            |
| 1     | 17    | Аарон Маккі       | АЗ   | США                             | Портленд Трейл-Блейзерс                      | Темпл (Ср.)                               |
| 1     | 18    | Ерік Моблі        | ВФ   | США                             | Мілвокі Бакс (від Орландо)                   | Піттсбург (Ср.)                           |
| 1     | 19    | Тоні Думас        | АЗ   | США                             | Даллас Маверікс (від Голден-Стейт)           | УМКС (Ср.)                                |
| 1     | 20    | Бі Джей Тайлер    | РЗ   | США                             | Філадельфія Севенті-Сіксерс (від Юта)        | Техас (Ср.)                               |
| 1     | 21    | Діккі Сімпкінс    | ВФ   | США                             | Чикаго Буллз                                 | Провіденс (Ср.)                           |
| 1     | 22    | Білл Керлі        | ВФ   | США                             | Сан-Антоніо Сперс                            | Бостонський коледж (Ср.)                  |
| 1     | 23    | Веслі Персон      | АЗ   | США                             | Фінікс Санз                                  | Оберн (Ср.)                               |
| 1     | 24    | Монті Вільямс     | ЛФ   | США                             | Нью-Йорк Нікс                                | Нотр-Дам (Ср.)                            |
| 1     | 25    | Грег Майнор       | АЗ   | США                             | Лос-Анджелес Кліпперс (від Атланта)          | Луїсвілл (Ср.)                            |
| 1     | 26    | Чарлі Ворд        | РЗ   | США                             | Нью-Йорк Нікс (від Х'юстон через Атланта)    | Флорида Стейт (Ср.)                       |
| 1     | 27    | Брукс Томпсон     | РЗ   | США                             | Орландо Меджик (від Сіетл через ЛА Кліпперс) | Оклахома Стейт (Ср.)                      |
| 2     | 28    | Деон Томас#       | F/C  | США                             | Даллас Маверікс                              | Іллінойс (Ср.)                            |
| 2     | 29    | Антоніо Ленг      | F/G  | США                             | Фінікс Санз                                  | Дьюк (Ср.)                                |
| 2     | 30    | Говард Айзлі      | РЗ   | США                             | Міннесота Тімбервулвз                        | Бостонський коледж (Ср.)                  |
| 2     | 31    | Родні Дент#       | F/C  | США                             | Орландо Меджик                               | Кентуккі (Ср.)                            |
| 2     | 32    | Джим Макілвен     | C    | США                             | Вашингтон Буллетс                            | Маркетт (Ср.)                             |
| 2     | 33    | Деррік Олстон     | F    | США                             | Філадельфія Севенті-Сіксерс                  | Дюкейн(Ср.)                               |
| 2     | 34    | Гейлон Ніккерсон  | G    | США                             | Атланта Гокс (від ЛА Кліпперс)               | Нортвестерн Оклахома Стейт (Ср.)          |
| 2     | 35    | Майкл Сміт        | F    | США                             | Сакраменто Кінґс                             | Провіденс (Ср.)                           |
| 2     | 36    | Андрій Фетісов#   | F    | Росія                           | Бостон Селтікс                               | Форум Вальядолід (Іспанія)                |
| 2     | 37    | Донтоніо Вінгфілд | F    | США                             | Сіетл Суперсонікс (від ЛА Лейкерс)           | Цинциннаті (Фр.)                          |
| 2     | 38    | Даррін Генкок     | G/F  | США                             | Шарлотт Горнетс                              | Канзас (Дж.)                              |
| 2     | 39    | Ентоні Міллер     | F    | США                             | Голден-Стейт Ворріорс (від Денвер)           | Мічиган Стейт (Ср.)                       |
| 2     | 40    | Джефф Вебстер     | F    | США                             | Маямі Гіт                                    | Оклахома (Ср.)                            |
| 2     | 41    | Вільям Нджоку#    | ВФ   | Канада                          | Індіана Пейсерз                              | Сент-Меріс (Канада) (Ср.)                 |
| 2     | 42    | Гарі Кольєр#      | ЛФ   | США                             | Клівленд Кавальєрс                           | Талса (Ср.)                               |
| 2     | 43    | Шонелл Скотт      | C    | США                             | Портленд Трейл-Блейзерс                      | Сент Джонс (Ср.)                          |
| 2     | 44    | Деймон Бейлі#     | G    | США                             | Індіана Пейсерз                              | Індіана (Ср.)                             |
| 2     | 45    | Двейн Мортон      | F    | США                             | Голден-Стейт Ворріорс                        | Луїсвілл (Ср.)                            |
| 2     | 46    | Вошон Ленард      | АЗ   | США                             | Мілвокі Бакс (від Орландо)                   | Міннесота (Дж.)                           |
| 2     | 47    | Джеймі Вотсон     | F    | США                             | Юта Джаз                                     | Південна Кароліна (Ср.)                   |
| 2     | 48    | Джівон Крудуп#    | F/C  | США                             | Детройт Пістонс                              | Міссурі (Ср.)                             |
| 2     | 49    | Кріс Брутон#      | ЛФ   | США                             | Чикаго Буллз                                 | Benedict (Ср.)                            |
| 2     | 50    | Чарльз Клакстон   | C    | Американські Віргінські Острови | Фінікс Санз                                  | Джорджия (Дж.)                            |
| 2     | 51    | Лоренс Фандерберк | ВФ   | США                             | Сакраменто Кінґс (від Атланта)               | Огайо Стейт (Ср.)                         |
| 2     | 52    | Ентоні Годваєр    | РЗ   | США                             | Фінікс Санз (від Нью-Йорк)                   | Х'юстон (Ср.)                             |
| 2     | 53    | Альберт Бердітт#  | ВФ   | США                             | Х'юстон Рокетс                               | Техас (Ср.)                               |
| 2     | 54    | Желько Ребрача    | C    | Югославія                       | Сіетл Суперсонікс                            | Партизан (баскетбольний клуб) (Югославія) |

1. ↑  Громадянство означає національну збірну гравця, або яку країну він представляє. Якщо гравець не грав на міжнародному рівні, тоді цей пункт означає за збірну якої країни він може грати за правилами FIBA.

## Помітні гравці, яких не задрафтовано
Цих гравців не вибрано під час драфту 1995 року, але вони зіграли принаймні в одній грі регулярного сезону або плей-оф НБА.
| Гравець             | Поз. | Громадянство | Коледж/клуб             |
| ------------------- | ---- | ------------ | ----------------------- |
| Мелвін Букер        | РЗ   | США          | Міссурі (Sr.)           |
| Аскія Джонс         | АЗ   | США          | Канзас Стейт (Sr.)      |
| Раян Лортридж       | АЗ   | США          | Джексон Стейт (Sr.)     |
| Івано Ньюбілл       | F    | США          | Джорджия Тек (Sr.)      |
| Деррік Фелпс        | РЗ   | США          | Північна Кароліна (Sr.) |
| Тревор Раффін       | РЗ   | США          | Гаваї (Sr.)             |
| Кевін Сальвадорі    | C    | США          | Північна Кароліна (Sr.) |
| Аарон Свінсон       | ЛФ   | США          | Оберн (Sr.)             |
| Логан Вандер Велден | ЛФ   | США          | Грін Бей (Sr.)          |
| Фред Вінсон         | АЗ   | США          | Джорджия Тек (Sr.)      |